# Вабассо (Міннесота)
Вабассо (англ. Wabasso) — місто (англ. city) в США, в окрузі Редвуд штату Міннесота. Населення — 739 осіб (2020).

## Географія
Вабассо розташоване за координатами 44°24′9″ пн. ш. 95°15′20″ зх. д. / 44.40250° пн. ш. 95.25556° зх. д. (44.402477, -95.255428).  За даними Бюро перепису населення США в 2010 році місто мало площу 2,21 км², уся площа — суходіл.

## Демографія
Згідно з переписом 2010 року, у місті мешкало 696 осіб у 282 домогосподарствах у складі 181 родини. Густота населення становила 314 особи/км².  Було 308 помешкань (139/км²).
Расовий склад населення:
| - 97,4 % — білих - 0,7 % — чорних або афроамериканців - 0,4 % — азіатів - 0,3 % — корінних американців |

До двох чи більше рас належало 0,7 %. Частка іспаномовних становила 3,0 % від усіх жителів.
За віковим діапазоном населення розподілялося таким чином: 23,3 % — особи молодші 18 років, 53,6 % — особи у віці 18—64 років, 23,1 % — особи у віці 65 років та старші. Медіана віку мешканця становила 43,7 року. На 100 осіб жіночої статі у місті припадало 93,3 чоловіків;  на 100 жінок у віці від 18 років та старших — 100,8 чоловіків також старших 18 років.
Середній дохід на одне домашнє господарство  становив 56 997 доларів США (медіана — 38 611), а середній дохід на одну сім'ю — 73 693 долари (медіана — 66 250). Медіана доходів становила 49 688 доларів для чоловіків та 32 500 доларів для жінок. За межею бідності перебувало 4,9 % осіб, у тому числі 0,0 % дітей у віці до 18 років та 4,7 % осіб у віці 65 років та старших.
Цивільне працевлаштоване населення становило 328 осіб. Основні галузі зайнятості: освіта, охорона здоров'я та соціальна допомога — 24,1 %, виробництво — 21,6 %, фінанси, страхування та нерухомість — 9,8 %, роздрібна торгівля — 9,1 %.